# Gran Torino
Gran Torino là một phim chính kịch Mỹ năm 2008 do Clint Eastwood đạo diễn, sản xuất và thủ vai chính. Bộ phim này đánh dấu sự trở lại của Eastwood trong một vai chính sau 4 năm vắng bóng. Đoàn diễn viên của bộ phim gồm chủ yếu những người Hmông và người con trai út của Eastwood là Scott Eastwood trong vai "Trey". Người con trai cả của Eastwood là Kyle Eastwood đã cung cấp nhạc cho phim. Tác phẩm ra mắt khán giả với quy mô hạn chế tại một số rạp ở Bắc Mỹ vào ngày 12 tháng 12 năm 2008, và ra mắt toàn cầu vào ngày 9 tháng 1 năm 2009.
Bộ phim kể lại câu chuyện của Walt Kowalski, một cựu chiến binh Chiến tranh Triều Tiên vừa góa vợ đang bị gia đình xa lánh và cảm thấy bực tức với cuộc đời. Thao, người hàng xóm trẻ tuổi của Walt, cố gắng ăn cắp chiếc xe Ford Grand Torino đời 1972 yêu quý của Walt theo lời xúi giục của một người anh họ để tham gia vào một băng đảng. Walt bắt đầu một mối quan hệ với Thao và gia đình của Thao.
Gran Torino đã gặt hái thành công trong cả hai lĩnh vực phê bình và đại chúng, thu được trên 269 triệu USD toàn cầu.

## Nội dung phim
Walt Kowalski là một công nhân đã về hưu của hãng chế tạo xe hơi Ford người Mỹ gốc Ba Lan và là một cựu chiến binh trong Chiến tranh Triều Tiên, vừa góa vợ, và cảm thấy cuộc sống hiu quạnh vì những người con trai của ông đều đã có gia đình riêng và họ không mấy quan tâm đến ông. Khu phố gần nhà ông tại Highland Park, Michigan, trước kia chủ yếu là những gia đình lao động da trắng, nay đầy rẫy những người nhập cư gốc Á nghèo, và còn bị tệ nạn băng đảng.
Một gia đình người Hmong có họ là Vang Lor sống cạnh nhà của Walt, là một phiền toái đối với ông. Trong nhà có hai chị em là Sue và Thao. Thao, một cậu bé rụt rè nhưng thông minh ở tuổi teen, đang bị một người anh họ ép buộc tham gia băng đảng sau khi họ đã cứu cậu từ một nhóm băng đảng người Mexico. Cuối cùng Thao đồng ý tham gia trong một thách thức kết nạp bằng cách ăn cắp chiếc xe yêu dấu của Walt, một chiếc Ford Gran Torino đời năm 1972, tuy nhiên cậu đã phải bỏ chạy sau khi bị Walt bắt quả tang và đưa ra khẩu súng M1 Garand đe dọa.
Nhóm băng đảng trở lại và cố gắng bắt Thao sau khi cậu không chịu tham gia. Trong lúc gia đình Vang Lor đang cố gắng chống trả, cuộc xung đột lan vào trước cửa nhà của Walt. Tức giận, ông đưa khẩu súng của mình ra hăm dọa, và bọn băng đảng bỏ đi. Các gia đình trong xóm xem ông như một người hùng. Walt cứu thoát Sue ra khỏi một cuộc xung đột với ba người đàn ông da đen. Sue kết bạn với Walt, bỏ qua những câu nói miệt thị chủng tộc của Walt, và cùng lúc giải thích cho ông về người Hmong và các phong tục tập quán của họ.
Sau khi đuổi gia đình người con trai cả ra khỏi bữa tiệc sinh nhật của mình vì họ đã gợi ý ông nên vào nhà dưỡng lão, Walt được Sue mời tham gia một buổi tiệc nướng thịt gia đình. Tại đó, ông học hỏi thêm về văn hóa người Hmong. Ông nhận thấy rằng ông gần gũi với những láng giềng Hmong hơn là đối với gia đình mình. Để đền bù cho việc vụ ăn cắp vặt không thành, Thao đến làm việc cho Walt, làm những việc lặt vặt trong xóm. Walt trở thành một người cha gương mẫu đối với Thao, hướng dẫn cậu cách làm người, cách cư xử với phụ nữ, và giúp cậu tìm việc. Trong khi đó, Walt cứ ho ra máu và sau khi đi khám nhận được tin rằng tình trạng sức khỏe của ông đang trầm trọng.
Thao bị băng đảng của anh họ mình đánh cướp. Tức giận, Walt đối đầu với một thành viên trong băng, đánh hắn và bắt chúng không được chọc phá Thao nữa. Băng đảng trả đũa bằng cách bắn vào nhà gia đình Thao, đánh đập và hãm hiếp Sue. Thao tức giận và kêu gọi Walt trả thù với cậu. Walt đồng ý nhưng nói rằng cần phải thận trọng đặt kế hoạch. Ông yêu cầu Thao trở lại sau đó trong ngày. Trong lúc đó, ông đi xưng tội, hoàn thành một trong những nguyện vọng cuối cùng của người vợ quá cố. Cha Janovich, đã biết được cuộc tấn công của băng đảng, có nghi ngờ nhưng vẫn chấp nhận lời xưng tội của Walt. Walt về nhà và gặp Thao, trao cậu huy chương Ngôi sao Bạc. Walt lừa Thao và nhốt Thao trong tầng hầm và tiết lộ rằng ông không muốn Thao phải nếm trải cảm giác của việc giết người. Ông cũng thú nhận một điều mà ông không thể nói với Janovich; rằng ông đã giết một người lính trong chiến tranh sau khi người này đã đầu hàng. Janovich yêu cầu cảnh sát tuần tra sào huyệt của băng đảng nhưng sau vài tiếng đồng hồ họ bỏ đi vì không có chuyện gì xảy ra.
Vào ban đêm, Walt đối đầu các thành viên băng đảng ngay tại sào huyệt của họ, gây sự chú ý của hàng xóm quanh đó. Với một điếu thuốc trên môi, ông xin lửa, rồi thò tay vào túi áo, rồi chúng bắn ông. Ông bị giết trong lúc đang cầm một cái bật lửa hiệu Zippo trong tay và rơi xuống đất trong một tư thế tương tự chúa Giêsu. Ông không có khí giới nào, và có nhiều nhân chứng thấy ông bị bắn, cho nên toàn bộ băng đảng bị bắt giữ và chắc sẽ phải ngồi tù lâu năm, không còn có thể phá rối làng xóm nữa.
Đám tang của Walt chẳng những có sự hiện diện của gia đình ông mà còn có Thao và Sue, cùng nhiều người trong cộng đồng người Hmong. Trong di chúc của mình, Walt để lại căn nhà cho nhà thờ của Janovich, còn chiếc Gran Torino ông để lại cho Thao. Bộ phim kết thúc với cảnh Thao lái chiếc xe trên một con đường dọc biển, với con chó của Walt ngồi trong ghế hành khách phía trước.

## Diễn viên
- Clint Eastwood vai Walt Kowalski, một cựu chiến binh và công nhân hãng chế tạo xe Ford đã về hưu. Ông không ưa con cái mình cũng như những người láng giềng. Ông có nhiều thành kiến, nhất là đối với người gốc Á do những trải nghiệm trong chiến tranh Triều Tiên, cũng như sự cạnh tranh của các xe hiệu Nhật gần đây trên thị trường. Lúc đầu ông xem những người Hmong là những người xâm lược.
- Bee Vang vai Thao Vang Lor, hay "Toad", một cậu bé tuổi teen trầm lặng và thông minh. Trong gia đình, cậu không có cha nên cậu là người đàn ông duy nhất trong nhà, tuy nhiên cậu không có định hướng và ban đầu chỉ nghe lời người chị. Sau này, cậu bị đưa vào băng đảng của những người anh họ.
- Ahney Her vai Sue Lor, chị của Thao, người láng giềng đầu tiên kết bạn với Walt sau khi ông cứu nạn cô.
- Christopher Carley vai Cha Janovich, mục sư trong khu phố của Walt, ông hoạt động trong cộng đồng người Hmong. Mặc dù ban đầu Walt khước từ các cố gắng của Janovich, ông tiếp tục kiên trì và cuối cùng hiểu được Walt. Janovich luôn nhắc nhở Walt đến nguyện vọng của người vợ quá cố của ông để ông đi xưng tội.
- Doua Moua vai Fong "Spider", anh họ của Thao, kẻ cầm đầu một băng đảng người Hmong.
- Sonny Vue vai Smokie, thuộc hạ của Spider.
- Brian Haley vai Mitch Kowalski và Brian Howe vai Steve Kowalski, hai người con giàu có và hư đốn của Walt[4].
- Geraldine Hughes vai Karen Kowalski, con dâu của Walt. Walt ghét Karen vì cô này đã lục lọi các nữ trang của vợ ông là Dorothy sau khi bà qua đời.
- Dreama Walker vai Ashley Kowalski và Michael E. Kurowski vai Josh Kowalski, các con của Mitch, cháu nội của Walt. Ashley muốn chiếc Gran Torino của ông nội.
- John Carroll Lynch vai một người hớt tóc người Mỹ gốc Ý, một người quen cũ của Walt. Hai người dùng từ ngữ miệt thị để chào nhau. Ông và Walt giúp Thao "nói chuyện như đàn ông với nhau".
- Chee Thao vai Bà Vang Lor, người láng giềng cao tuổi của Walt, lúc đầu bà cũng ghét Walt.
- Choua Kue vai Youa, một cô gái Hmong xinh đẹp, mà Walt đã thuyết phục Thao đeo đuổi vì ông thấy rằng cô đang để ý Thao.

## Sản xuất
Gran Torino được Clint Eastwood đạo diễn và Nick Schenk viết kịch bản. Bộ phim được sản xuất bởi Village Roadshow Pictures, Media Magik Entertainment và Malpaso Productions cho nhà phân phối Warner Bros. Eastwood cũng sản xuất cùng với đối tác từ Malpaso là Robert Lorenz và Bill Gerber. Kịch bản gốc lấy cảm hứng từ khu ngoại ô phía trong của thành phố Minneapolis, Minnesota, nhưng các nhà làm phim đã lấy bối cảnh là Michigan để quay phim, trở thành một trong những bộ phim lợi dụng luật mới của tiểu bang nhằm thu hút giới làm phim. Phim bắt đầu quay vào tháng 7 năm 2008, tại các địa điểm như Highland Park, Detroit, Center Line, Warren, Royal Oak, và Grosse Pointe Park, Michigan. Nhiều người Hmong tham gia trong bộ phim với những vai trò như trợ lý, cố vấn, và vai quần chúng.
Đầu thập niên 1990, Schenk đã biết đến lịch sử và văn hóa của người Hmong trong lúc làm việc tại một công xưởng ở Minnesota. Ông được biết rằng họ đã ủng hộ Quân lực Việt Nam Cộng hòa và Quân đội Hoa Kỳ trong thời chiến tranh Việt Nam, nhưng sau khi quân Mỹ rút lui và Việt Nam Cộng hòa sụp đổ, họ bị rơi vào các trại tị nạn và bị quân Cộng sản ngược đãi. Nhiều năm sau, khi đang phát triển một câu chuyện về một cựu chiến binh chiến tranh Triều Tiên đã góa vợ đang đối diện với những thay đổi trong xóm của mình, ông quyết định đưa một gia đình người Hmong vào nhà kết bên và tạo ra một sự va chạm văn hóa. Ông và Dave Johannson, người cùng phòng với người anh/em trai của ông, đã phác thảo câu chuyện. Một số người trong nghề nói với Schenk rằng ông không thể sản xuất một bộ phim với nhân vật chính là một người cao tuổi vì sẽ không ai mua nó. Schend gửi kịch bản đến nhà sản xuất tại Warner Bros. là Bill Gerber qua một người bạn. Eastwood đồng ý đạo diễn và đóng vai chính trong phim vì bộ phim The Human Factor (sau này đổi tựa thành Invictus) mà ông đang định sản xuất đã bị hoãn đến đầu năm 2009, vì thế ông có đủ thời gian để quay cho phim này trong mùa hè năm 2008. Eastwood nói rằng ông đã có một "vai vui và khó, và đó là một câu chuyện lập dị.""
Warner Bros. gợi ý quay phim tại Michigan vì tiểu bang này vừa đưa ra luật hồi thuế nhằm thu hút phim ảnh, và vì thế phần nhiều của bộ phim được quay tại Highland Park, Michigan. Nhà sản xuất Robert Lorenz nói rằng trong lúc ban đầu bối cảnh của bộ phim là Minnesota, ông đã chọn Michigan làm bối cảnh thật sự vì Kowalski là một công nhân chế tạo xe đã về hưu. Eastwood muốn các diễn viên người Hmong, cho nên đạo diễn phân vai Ellen Chenoweth kêu gọi sự giúp đỡ từ các tổ chức người Hmong và tổ chức các cuộc thử tại Detroit, Fresno, và St. Paul; Fresno và St. Paul có những cộng đồng người Hmong lớn nhất nước Mỹ, trong khi Detroit cũng có một cộng đồng người Hmong khá lớn. Chenoweth đã tìm được Bee Vang ở St. Paul và Ahney Her ở Detroit.

## Phát hành

### Tại rạp
Trong tuần đầu ra mắt tạo Hoa Kỳ, bộ phim thu được 29,5 triệu USD; đến ngày 21 tháng 8 năm 2009, bộ phim đã thu được 269.541.625 USD toàn cầu.

### Đĩa
Bộ phim được phát hành vào ngày 9 tháng 6 năm 2009 dưới dạng đĩa DVD và Blu-ray. Đĩa còn kèm theo các ấn bản phụ và tính năng bổ sung. Đến ngày 1 tháng 11 năm 2009, đã có 3.751.729 đĩa DVD được bán, đem lại doanh thu 56.684.999 USD. Con số này chưa tính doanh thu từ đĩa Blu-ray.

## Đón nhận

### Phê bình
Sau khi xem bộ phim, tờ The New York Times nhắc đến sắc điệu "cầu hồn" của bộ phim, và miêu tả nó như "một bộ phim giống như một chiếc xe thể thao bóng mượt sản xuất tại Hoa Kỳ, tại cái nghĩa địa công nghiệp mang tên Detroit". Manohla Dargis của tờ Times so sánh sự hiện diện của Eastwood trong bộ phim với những phim Dirty Harry và The Man with No Name, nói rằng, "Dirty Harry đã trở lại, trong một cách nào đó, trong Gran Torino, không phải là một nhân vật nhưng mà một sự hiện diện ma ảo. Ông lởn vởn trong phim, trong các đề tài và hình ảnh cấp cao, và tất nhiên là hiển nhiên trong khuôn mặt của Eastwood. Nay nó là một khuôn mặt bất hủ, có nhiều nếp nhăn đến nỗi không chỉ sương gió như những thập niên qua, nhưng nay lại gần giống gỗ hóa thạch hơn." Tờ Los Angeles Times cũng ca ngợi diễn xuất của Eastwood nói rằng ông vẫn có thể diễn được một vai hành động ở tuổi 78. Kenneth Turan nói về diễn xuất của Eastwood, "Đó là một bộ phim không thể tưởng tượng nổi nếu không có diễn viên trong vai chính. Khái niệm về vai diễn anh hùng 78 tuổi có thể mâu thuẫn nếu xét về mặt thuật ngữ, nhưng Eastwood đã thành công, cho dù vẻ khó chịu của ông thể hiện không những qua điệu bộ mà còn ở cả lời nói. Ngay ở tuổi 78, Eastwood vẫn có thể làm giọng 'Xéo khỏi bãi cỏ của tao' đầy tính hăm dọa như 'Make my day' ("Thử làm tao vui đi' - một đoạn thoại của Eastwood trong phim Dirty Harry), và khi ông nói 'Tao bắn một lỗ vào đầu mày rồi về ngủ như một đứa trẻ', giọng ông cứ như thật." Roger Ebert viết rằng bộ phim "nói về wrote that the film is "about the belated flowering of a man's better nature. And it's about Americans of different races growing more open to one another in the new century."
However, not everyone enjoyed the film. Mark Harris, columnist for Entertainment Weekly, described it as "fantasy pretending to be social commentary," and accused it of peddling "the delusion that even the bigot next door has something to teach us all about heroism and self-sacrifice," adding "no, he doesn't." Conversely, Nicole Sperling, also of Entertainment Weekly, perceived it in the exact opposite manner. She called it a drama with "the commercial hook of a genre film" and described it further as "a meditation on tolerance wrapped in the disguise of a movie with a gun-toting Clint Eastwood and a cool car."
Rotten Tomatoes reported that 79 percent of critics gave the film positive write-ups, based upon a sample of 201, with an average score of 7.1/10. At Metacritic, which assigns a normalized rating out of 100 to reviews from mainstream critics, the film has received an average score of 72, based on 33 reviews.

### Các giải thưởng và đề cử
Gran Torino được Viện phim Mỹ công nhận là một trong 10 phim hay nhất trong năm 2008. Diễn xuất của Clint Eastwood cũng được đánh giá cao. Ông thắng giải Nam diễn viên xuất sắc nhất từ National Board of Review, và được đề cử cho Giải của Nhà phê bình (Critics' Choice Award) của Hội Nhà phê bình Phim Truyền thông (Broadcast Film Critics Association) và giải của Hội Nhà phê bình Phim Chicago (Chicago Film Critics Association Awards). Một bài hát gốc từ bộ phim với tên "Gran Torino" được đề cử cho giải Bài hát gốc xuất sắc nhất của Quả Cầu vàng. Nhạc bài hát do Clint Eastwood, Jamie Cullum, Kyle Eastwood, và Michael Stevens sáng tác, và Cullum viết ca từ. The Art Directors Guild nominated Gran Torino in the contemporary film category.
Tuy nhiên, tại Giải Oscar thứ 81 của Viện Hàn lâm Khoa học và Nghệ thuật Điện ảnh]], nó không được đề cử cho giải nào, và việc này đã làm nhiều nhà phê bình chỉ trích vì họ cảm thấy Viện Hàn lâm đã "bỏ qua" các bộ phim WALL-E, Hiệp sĩ bóng đêm, Changeling và Revolutionary Road trong năm giải quan trọng nhất.